# Zadnikar
Zadnikar je priimek več znanih Slovencev:
- Ana Zadnikar, bibliotekarka, bibliografka
- Darij Zadnikar (̈195#?), filozof, družbeni aktivist
- Drago Zadnikar, policist in veteran vojne za Slovenijo
- Gita Zadnikar, sociologinja
- Janez Zadnikar (1931—2016), novinar (časnikar), kulturni urednik in kritik
- Janez Zadnikar (fotograf), fotograf
- Josip Zadnikar (?—1969), glavni arhivar banske uprave (oče Marijana Z.)
- Jure Zadnikar (*1968), slikar
- Miha Zadnikar (*1962), sociolog, kulturni antropolog, glasbofil in cinefil, družbeni aktivist, kulturni publicist,
- Marijan Zadnikar (1921—2005), umetnostni zgodovinar in konservator, akademik